# UTV Bindass
UTV Bindass ou Bindass est une chaîne de télévision indienne détenue par le groupe privé UTV Software Communications, filiale de la Walt Disney Company. Sa cible est la population des 15-34 ans. Bindass est surtout connu pour sa stratégie commerciale diversifiée avec des marques dans la télévision, l'Internet, la téléphonie, le jeu vidéo, la vente et les événements.

## Historique
Le 6 juin 2007, UTV Software Communications fonde UTV Global Broadcasting dans le but de superviser ses activités de diffusion par satellite de chaînes de télévision en Inde. Le 24 septembre 2007, la chaîne Bindass est lancée.

## Diffusion
- Satellite 
  - Airtel : Channel 115
  - Big TV : Channel 215
  - Dish TV : Channel 107
  - Sun Direct : Channel 316
  - Tata Sky : Channel 119
  - Videocon D2H : Channel 123
- Cable 
  - F.D.I Digital tv Goa : Channel 17
- ADSL
  - UniFi (Malaisie) Channel 192

## Programmes
- Juke Box
- Bindass Shaam Sing
- 2 Idiots
- UTV Bindass' The Chair
- Bollywood Fry (dubbed in Hindi)
- Big Switch 2'"
- Emotional Atyachaar 2(Season 2: This time Think TWICE)
- Beg Borrow Steal Woof